# Kreayshawn
Natassia Gail Zolot (mest känd under sitt artistnamn Kreayshawn), född 24 september 1989, är en amerikansk rappare och regissör från San Francisco i Kalifornien.
Hennes singel Gucci Gucci släpptes i maj 2011 på Youtube och blev snabbt ett internetfenomen med över 39 miljoner visningar. Senare samma år blev hon nominerad som bästa nya artist av MTV Video Music Awards. Hon kom senare att få kontrakt med Columbia Records och släppte sitt debutalbum Somethin' Bout Kreay den 14 september 2012.
Bland musikvideor hon regisserat finns, förutom hennes egna, namn som Lil B, Red Hot Chili Peppers, 2Chainz, Chippy Nonstop och Novaboy.

## Diskografi[1]

### Studioalbum
- 2012 – Somethin 'Bout Kreay

### EP
- 2019 – T.O.B.M

### Blandband
- 2010 – Kittys X Choppas